# Hexatoma sinensis
Hexatoma sinensis là một loài ruồi trong họ Limoniidae. Chúng phân bố ở miền Cổ bắc.